# Néré Walo
Néré Walo este o comună din departamentul Kaédi, Regiunea Gorgol, Mauritania, cu o populație de 8.024 locuitori.